# Don Pasquale
Don Pasquale és una opera buffa en tres actes de Gaetano Donizetti segons un llibret escrit per ell mateix i Giovanni Ruffini basat al seu torn en el llibret d'Angelo Anelli per al Ser Marcantonio de Stefano Pavesi (1810). Es va estrenar al Théâtre Italien de París el 3 de gener de 1843.

## Origen i context[calcitació]
Els seus personatges buffos connecten amb els de la Commedia dell'arte (el vell, els enamorats, l'atrevit i imaginatiu intermediari), juga amb l'embolic, la simulació i les disfresses, aborda el tema de l'amor del vell cap a una jove, ridiculitzant la inflamada passió del pobre ancià, contraposant a l'amor dels joves, socialment més legítim; mostra també la crueltat de l'engany, del càstig i la burla. Don Pasquale és un Pantaelone, Ernesto, un enamorat i Norina, una astuta Colombina, mentre que el doctor Malatesta seria com un dels servents de la Comèdia, de vegades estúpids o maldestres, però altres astuts o insolents. Aquí representa el paper d'intermediari, com en El barber de Sevilla de Rossini ho havia estat Figaro (representant, també, d'una nova classe social i d'home nou).

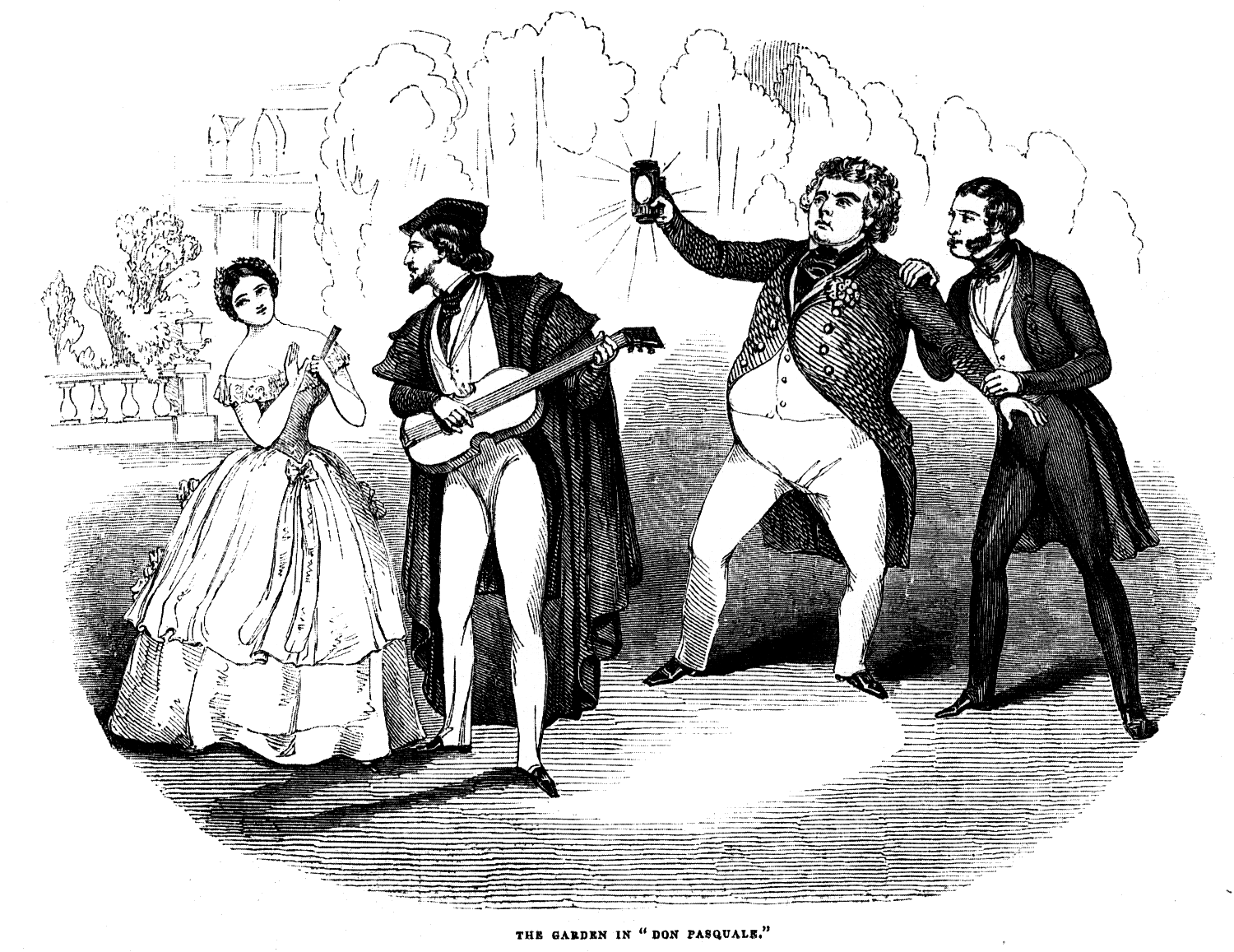
Escena de l'estrena de Don Pasquale a Londres

El compositor va explicar a Giovanni Ruffini tots els detalls del seu projecte, però va oblidar el fonamental: pensava utilitzar fragments de música escrita prèviament per altres finalitats. Després de lliurar el llibret complet, Ruffini va comprovar que Donizetti havia modificat nombrosos passatges per adaptar-los a la música, cosa que el va enfurismar, negant-se que el seu nom aparegués en el programa. L'òpera es va estrenar al Théâtre des Italiens de París el gener de 1843 (és una de les últimes composicions de l'autor). A l'estrena dos Lablache van aparèixer a l'escenari: el vell Luigi Lablache, un gran baix buffo, i el seu nebot, el jove Frederick Lablache. El 9 de setembre de 1864 es va estrenar al Théâtre Lyrique de París la segona versió de l'òpera, en francès.
Aquesta obra mostra clarament el talent melòdic de Donizetti, el seu instint per connectar amb el públic (com el que va manifestar Rossini) i la maduresa musical del compositor.

## Intèrprets de l'estrena[1]
| Rol                                          | Tessitura | Estrena, 3 de gener de 1843 (Director: Théophile Tilmant) |
| -------------------------------------------- | --------- | --------------------------------------------------------- |
| Don Pasquale, un solter en la tercera edat   | baix      | Luigi Lablache                                            |
| Dr Malatesta, el seu metge                   | baríton   | Antonio Tamburini                                         |
| Ernesto, nebot de Don Pasquale               | tenor     | Giovanni Matteo Mario                                     |
| Norina, una jove vídua, estimada per Ernesto | soprano   | Giulia Grisi                                              |
| Carlino, notari, cosí de Malatesta           | baix      | Frederick Lablache                                        |
| Servents                                     |           |                                                           |

## Argument

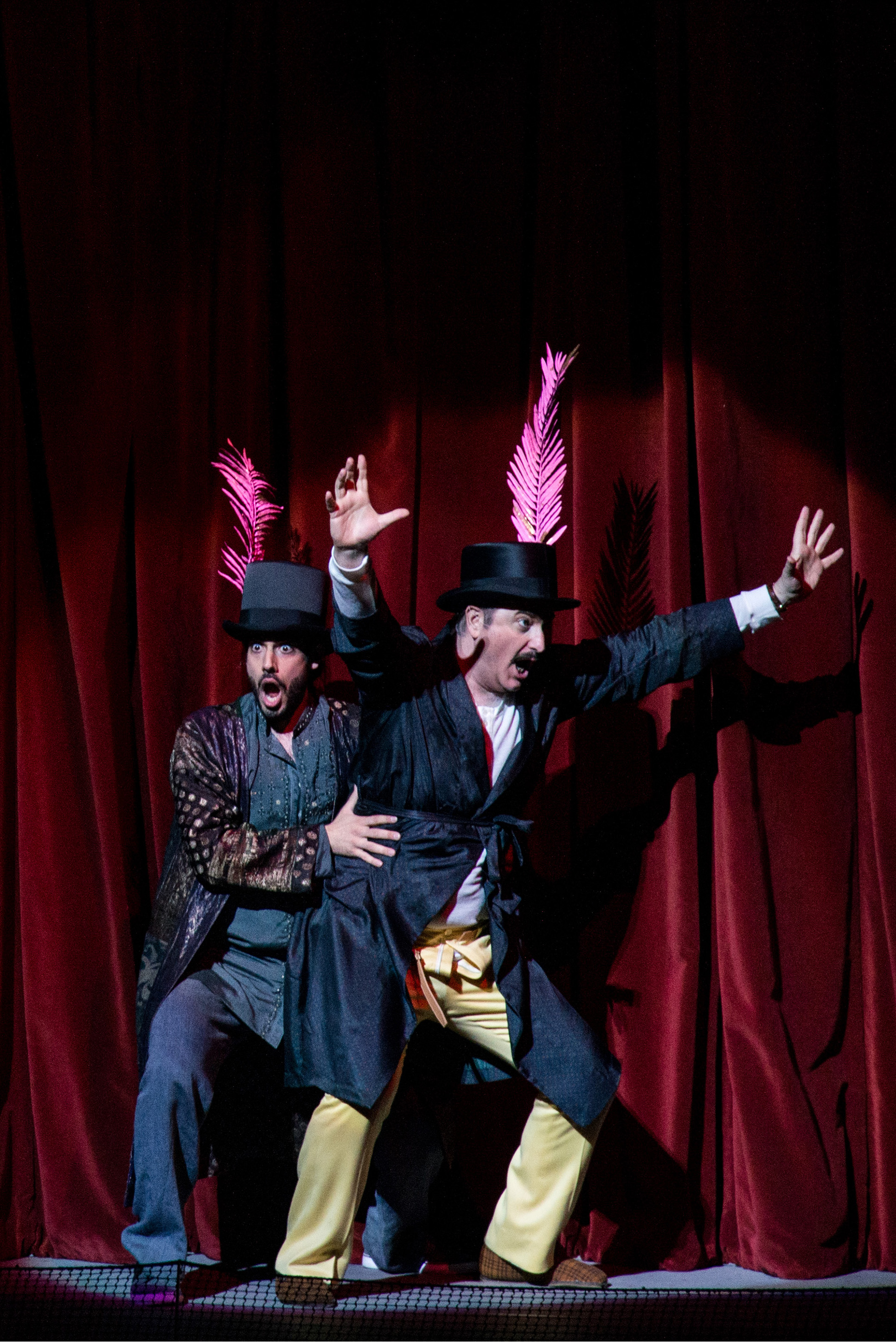
Alessio Arduini (Malatesta) y Michele Pertusi (Don Pasquale), Òpera de l'Estat de Viena 2015

### Acte I
Don Pasquale, vol casar el seu nebot Ernesto amb una dama i rica, però el jove està enamorat de Norina, una vídua jove i simpàtica, encara que humil. Davant la negativa, l'ancià decideix desheretar al seu nebot i casar-se ell mateix. El doctor Malatesta serà l'encarregat de buscar-li una bona esposa, però aquest, que és amic d'Ernesto, trama un pla: proposa a Don Pasquale que es casi amb la seva germana Sofronia (Norina disfressada), cosa que el vell accepta encantat. Troba a casa a Ernesto i Malatesta organitza el casament fals (amb un fals notari) per conduir a Don Pasquale, un cop casat, a la desesperació.

### Acte II
Ernesto, que no coneix els plans de Malatesta, decideix partir a terres llunyanes en assabentar-se de les noces de Norina. El doctor i la jove, disfressada, vesteixin a Don Pasquale, que s'encapritxa de seguida amb la núvia. Carlo, cosí de Malatesta, es fa passar per notari i se signa el contracte de noces. A partir d'aquest moment, Sofronia canvia radicalment la seva conducta i es mostra capritxosa i tirana: dona ordres als servents, compra un nou carruatge i cavalls, fa trucar a sastres i joiers i es mostra desdenyosa amb el seu nou marit.

### Acte III
Don Pasquale no triga a cansar-se de tant canvi i malbaratament i prohibeix a la seva esposa anar al teatre. Sofronia li fa creure que té un amant i el vell demana ajuda a Malatesta, que per fi informa Ernesto del pla i li demana que es faci passar per l'amant de Sofronia. Els joves es troben en un jardí a la nit i Don Pasquale, que estava espiant la seva dona, surt de l'amagatall i l'acusa. Apareix llavors Ernesto i el seu oncle li diu, per enutjar a Sofronia, que pot casar-se amb Norina i que ella serà la nova senyora de la casa. Llavors li expliquen tota la veritat però l'ancià, alliberat per fi d'aquesta terrible dona, perdona a tots i accepta el matrimoni d'Ernesto i Norina.

## Anàlisi musical
Seguint els dictats estilístics del belcantisme, la línia vocal dels personatges està molt cuidada, alhora que els efectes de conjunt es troben reforçats. El cant és el gran protagonista, exigint als cantants una gran agilitat vocal, exactitud en l'afinació, llarg fraseig i brillant virtuosisme. En l'obra trobem els elements definitoris de l'òpera d'aquest estil: cavatines, serenates, nocturns, duos, tercets i els concertants o escenes de conjunt que tanquen els actes, a més de les àries i els recitatius acompanyats d'orquestra, el que fa la transició entre les parts líriques i les narratives més fluida i contribueix a fer que l'acció avanci més ràpidament, ja que els tres elements (inclòs el concertant) es reparteixen la tasca d'avançar en l'acció, no com en l'òpera anterior, en què ho feia només el recitatiu. Es reforcen els números concertants enfront de les àries, equiparant el paper d'ambdues dins de l'obra. Les àries es fan més curtes i els afegeix al final una cabaletta, més rítmica i ràpida.
La distribució de les veus en aquesta òpera (com en les bufes en general) és més natural: un baix buf amb agilitat per realitzar coloratures per a Don Pasquale; soprano i tenor per als joves enamorats, Ernesto i Dorina, i un baix o baríton per l'intermediari, el doctor Malatesta.
L'obertura amb què comença, que manté l'antiga denominació de Simfonia, recull, com ja començava a ser habitual en l'òpera del XIX (malgrat els postulats de la reforma de Gluck), temes que després cantaran els personatges: la serenata d'Ernesto i la cavatina de Norina. Comença amb un tutti de l'orquestra i després apareix el tema de la serenata distribuïda per diferents instruments (fagot, trompa, flauta i violoncel).

## Moments més cèlebres
En el primer acte hi ha la cavatina So anch'io la virtú en què es presenta Norina i ens anuncia del que serà capaç. Després de la cavatina, una cabaletta de caràcter contrastant, més rítmica i moguda, mostra les dues cares del personatge. La cavatina Quel guardo del primer acte de Norina exigeix una tècnica excepcional: llargs frasejos, adorns i floritures, aguts arriscats i nombrosos canvis de registre. Un bon exemple d'ària de tenor és la que canta Ernesto en el tercer acte Chercherò lontana terra, plena de tristesa i melòdica, acompanyada per un solo de trompeta. Entre els duos i tercets de l'obra, cal destacar el duo buf Aspetta, aspetta, de Don Pasquale i Malatesta, en el qual el primer planeja venjar-se de Sofronia, mentre el segon es burla del vell. El duo Tornami a dir che m'ami, en el que Norina i Ernesto tornen a jurar-se amor, exigeix dels dos intèrprets un bon fraseig i habilitat vocal.

## Curiositats
Aquesta òpera va servir el 1922, en el teatre Quirino de Roma, per fer el debut de la soprano russa Lydia Garinska en la seva vida professional.